# Entwurf
Entwurf es el segundo álbum sencillo del grupo femenino surcoreano Nmixx. Fue publicado el 19 de septiembre de 2022 a través de JYP Entertainment y Dreamus, y contiene cuatro pistas, incluyendo su sencillo principal titulado «Dice».

## Antecedentes y lanzamiento
El 22 de agosto de 2022, JYP Entertainment anunció de forma oficial el lanzamiento del segundo álbum sencillo del grupo femenino Nmixx, a través de un póster promocional confirmando su fecha de estreno el día 19 de septiembre de 2022, siete meses después de su debut con su primer álbum sencillo Ad Mare. El anuncio vino acompañado además de la creación de una nueva cuenta de Twitter bajo el nombre de XXIWN (NMIXX escrito y visto al revés), en alusión al concepto que presenta el nuevo álbum.
El 23 de agosto fueron publicados dos nuevos pósteres con enigmáticos mensajes, en referencia al concepto «Mixxtopia» instalado en el vídeo musical de su primer sencillo, «O.O», señalando además que «apareció un misterioso adversario al cual enfrentar», invitando a disfrutar de un misterioso juego. El segundo póster incluía la frase «What is none minus 1?».
Entre el 24 y el 30 de agosto fueron publicados diariamente una serie de acertijos visuales con un rompecabezas para descubrir la frase que se oculta detrás del juego.

## Lista de canciones
| CD / Descarga digital |                                      | |                                                                                           |                   |          |  |
| N.º                   | Título                               | Letras | Música                                                                                    | Arreglos          | Duración |  |
| 1.                    | «Dice»                               | Dr.JO (153/Joombas), Myung Hye In (Jamfactory), danke (lalala studio), Cha Lee Rin (153/Joombas), Baek Sae Im (Jamfactory), Zaya (153/Joombas), Park Ji Hyun (153/Joombas) | Armadillo, Rangga, Frankie Day (THE HUB), Charlotte Wilson (THE HUB), THE HUB 88, Jonkind | Armadillo, Rangga | 2:45     |  |
| 2.                    | «Cool (Your Rainbow)»                | Park Rang (VERYGOODS), Cho Yuri, Hannah Robinson, Call Me Loop | Armadillo, Hannah Robinson, Call Me Loop, HOJI, Nile Lee, won                             | Armadillo         | 2:50     |  |
| 3.                    | «Dice» (instrumental)                | | Armadillo, Rangga, Frankie Day (THE HUB), Charlotte Wilson (THE HUB), THE HUB 88, Jonkind | Armadillo, Rangga | 2:45     |  |
| 4.                    | «Cool (Your Rainbow)» (instrumental) | | Armadillo, Hannah Robinson, Call Me Loop, HOJI, Nile Lee, won                             | Armadillo         | 2:50     |  |
| 11:12                 |                                      | |                                                                                           |                   |          |  |

## Historial de lanzamiento
| País          | Fecha                    | Formato                       | Sello                      |
| ------------- | ------------------------ | ----------------------------- | -------------------------- |
| Corea del Sur | 19 de septiembre de 2022 | CD Descarga digital streaming | JYP Entertainment, Dreamus |